# Groß-Schweinbarth
Groß-Schweinbarth là một thị trấn ở huyện Gänserndorf thuộc bang Niederösterreich nước Áo. Đô thị Groß-Schweinbarth có diện tích 24,92 km², dân số năm 2001 là 1290 người.